# Francisco Vázquez (conquistador)
Francisco Vázquez-Pedrarias Almesto fue un explorador español del siglo XVI. En 1561 participó en la malograda expedición amazónica de Pedro de Ursúa en busca de El Dorado. Sobrevivió a los crímenes de Lope de Aguirre, de quien escapó en Isla Margarita. Hacia 1562 terminó su Relación de todo lo que sucedió en la jornada de Omagua y Dorado, una de las crónicas más detalladas y valiosas de aquel viaje.